# Dissonance (musique)
Ne doit pas être confondu avec Discordance.
Pour les articles homonymes, voir Dissonance.

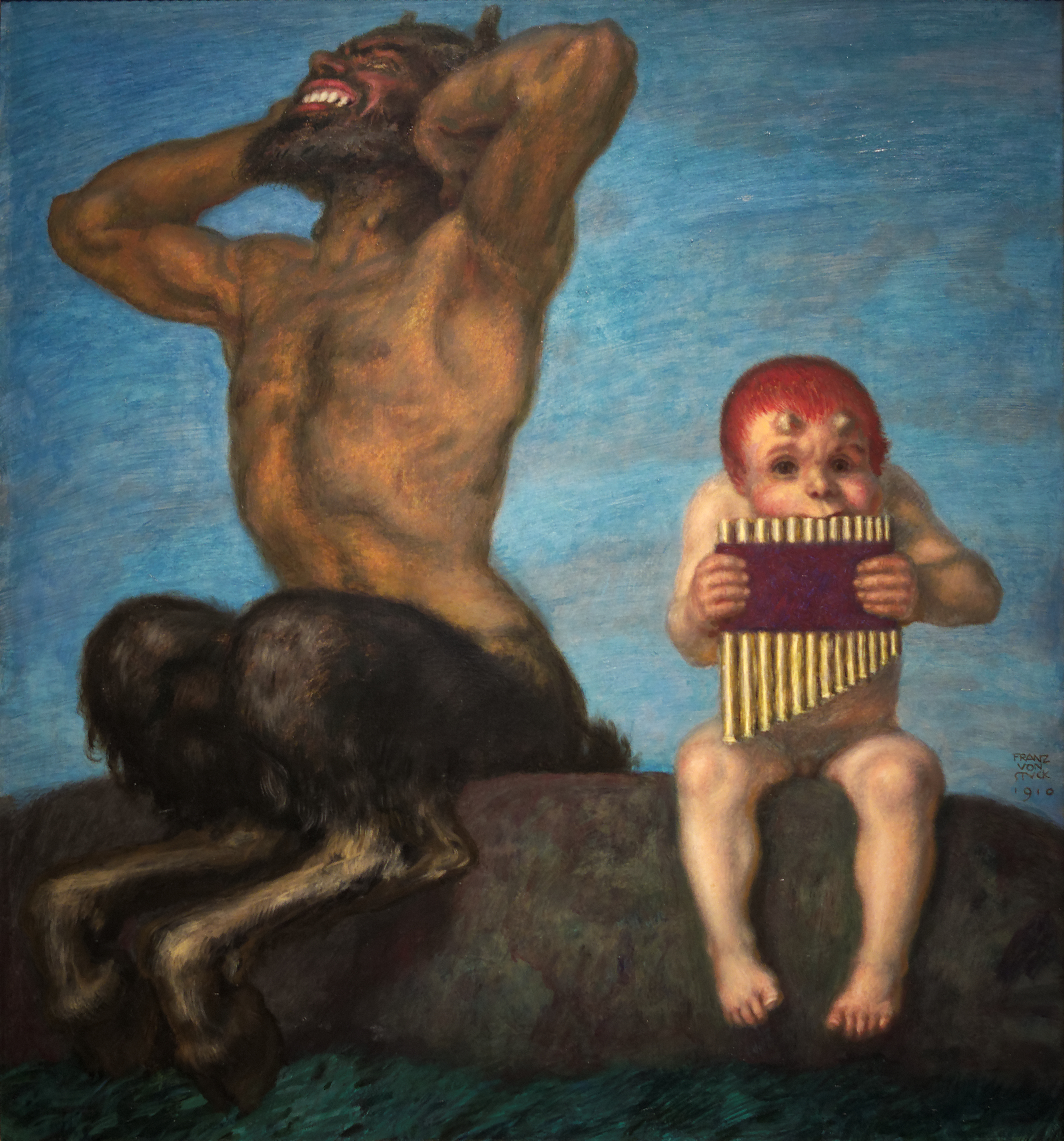
Dissonance, Franz von Stuck (1910)

En musique, une dissonance (antonyme de consonance) est la discordance d’un ensemble de sons (dans un accord ou un intervalle) produisant une impression d'instabilité, de contrariété entre les notes et de tension, et nécessitant une résolution. L'impression de dissonance varie selon le système musical adopté, le courant culturel, l'époque, les individus, etc.
En harmonie tonale, une dissonance peut être vue comme liée à un intervalle ou à une note. On entend en effet par dissonance, d'une part l'« intervalle harmonique dissonant » placé sur la fondamentale d'un accord, d'autre part, et plus précisément, la « note dissonante », qui, avec cette fondamentale, forme l'intervalle dissonant en question. Toute note dissonante doit être considérée comme une note attractive, faisant par conséquent partie intégrante d'un mouvement mélodique obligé.
Le terme de dissonance a été repris en un sens figuré dans des domaines non-musicaux, à commencer par la littérature et la philosophie. Nietzsche, par exemple, en fait un concept philosophique dans La Naissance de la tragédie.

## Intervalles harmoniques dissonants
Les intervalles harmoniques suivants sont classiquement considérés comme des dissonances :
- la seconde majeure ou mineure, et ses redoublements ;
- la septième majeure ou mineure, et ses redoublements ;
- tout intervalle augmenté ou diminué.

On classe habituellement les intervalles du plus consonant au plus dissonant dans l'ordre suivant : unisson, octave, quinte juste, quarte juste, tierce majeure, sixte majeure, tierce mineure, sixte mineure, septième mineure, seconde majeure, triton, septième majeure puis seconde mineure,,.

## Dissonance constitutive
Du point de vue du mouvement mélodique, une dissonance est toujours une note attractive.
Une dissonance constitutive est une note réelle — principalement, quinte, diminuée ou augmentée, septième et neuvième — formant une dissonance avec la fondamentale d'un accord classé. Dans ce cas, la tension — d'origine harmonique, puisque c'est l'intervalle dissonant qui transforme un degré ordinaire en une note attractive — est extrêmement puissante.

## Dissonance passagère
Une dissonance passagère est une note étrangère à la constitution d'un accord, qui, pendant une partie de la durée de celui-ci, s'ajoute ou se substitue à l'une ou l'autre de ses notes réelles. La tension dans ce cas, est généralement moindre que celle des dissonances constitutives.
Dans le mode mineur mélodique, le VIe degré ascendant et le VIIe degré descendant sont des exemples de notes attractives d'origine mélodique : dans le mineur mélodique ascendant, le VIe degré altéré doit monter à la sensible, tandis que dans le mineur mélodique descendant, le VIIe degré — la sous-tonique — doit descendre au VIe. Ces notes sont généralement employées comme notes de passage, appoggiatures ou broderies.

## Préparation et résolution d'une dissonance
Le mouvement harmonique est constitué d'une alternance de moments de tension et de moments de détente, chaque moment de tension appelant son propre moment de détente.
La préparation est la façon d'amener une dissonance — introduction de la tension.
La résolution est la transformation de cette dissonance — retour à la détente — généralement en une nouvelle consonance.